# 1288 Santa
1288 Santa eller 1933 QM är en asteroid i huvudbältet som upptäcktes 26 augusti 1933 av den belgiske astronomen Eugène Joseph Delporte i Uccle. Det är okänt om den är uppkallad efter någon eller något.
Asteroiden har en diameter på ungefär 31 kilometer.